# Eremo di San Giovanni all'Orfento
L'eremo di San Giovanni all'Orfento è un eremo che si trova nel comune di Caramanico Terme, all'interno della riserva naturale Valle dell'Orfento I, compresa nel parco nazionale della Maiella.

## Storia

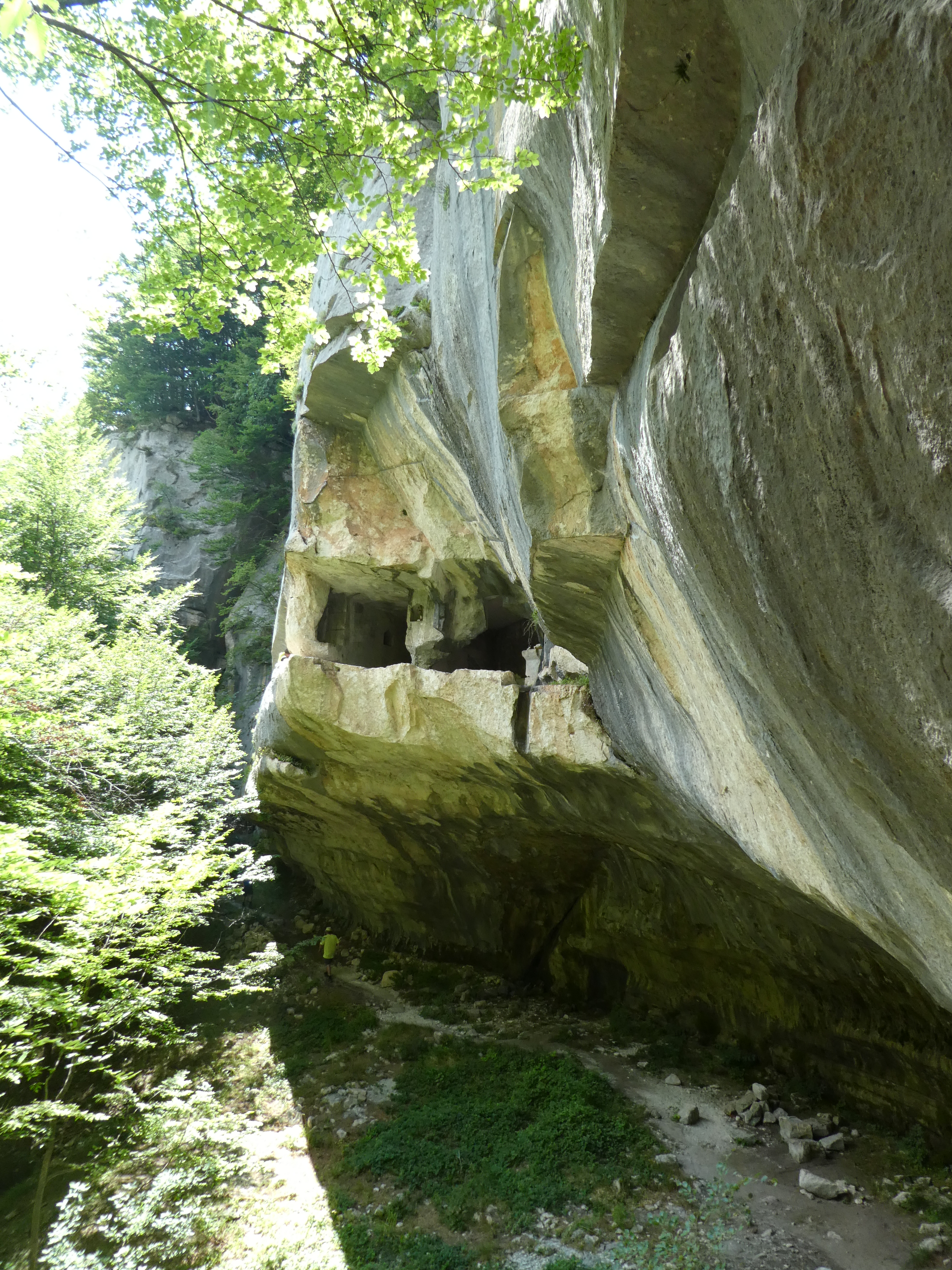
L'eremo scavato nella parete rocciosa

L'edificio religioso, appartenente al comune di Caramanico Terme e situato all'interno della riserva naturale Valle dell'Orfento I, compresa nel parco nazionale della Maiella, lungo il fiume Orfento e sopra l'eremo di Sant'Onofrio all'Orfento, a 1227 m s.l.m., fu abitato da Pietro da Morrone, futuro papa Celestino V, e dai suoi discepoli nel periodo di tempo compreso tra il 1284 e il 1293 e successivamente da questi ultimi. Dedicato a san Giovanni e scavato sopra l'omonima grotta, costituisce l'eremo celestiniano di più difficile accesso nel parco nazionale della Maiella. Nel 1995 vi furono effettuati degli scavi che portarono alla luce reperti riconducibili all'età del bronzo ed evidenziarono la struttura originaria del luogo di culto.

## Descrizione
La struttura originaria del luogo di culto comprendeva, oltre la parte eremitica che si è conservata all'interno della grotta, anche la parte sottostante dedicata alla vita cenobitica, andata distrutta, costituita dalle cellette per i monaci, da una foresteria per coloro che vi si recavano in pellegrinaggio e da una piccola chiesa. La grotta, accessibile in passato oltre che da uno stretto passaggio nella roccia anche tramite una passerella in legno, si compone di due ambienti: una stanza rettangolare (2 x 3,8 m) con volta piatta e tre nicchie nelle pareti, due in quella di sinistra e una in quella di fondo, seguita da un'altra stanza con volta a botte, altare e spazi di ridotte dimensioni con nicchie ricavate nelle pareti e fungenti da ripostigli. L'eremo dispone di un impianto idrico funzionante scavato nella roccia, atto a raccogliere le acque piovane e le acque che defluiscono nelle pareti rocciose e a convogliarle in vasche di decantazione che terminano con una cisterna; vi è altresì per il medesimo compito una canaletta in legno.